# بوبي أليسون
بوبي أليسون (بالإنجليزية: Bobby Allison)‏ مواليد 3 ديسمبر 1937 في ميامي، فلوريدا، الولايات المتحدة، هو سائق سيارات سباق أمريكي.

## وصلات خارجية
- بوبي أليسون على موقع IMDb (الإنجليزية)
- بوبي أليسون على موقع الموسوعة البريطانية (الإنجليزية)
- بوبي أليسون على موقع إن إن دي بي (الإنجليزية)
- بوبي أليسون على موقع قاعدة بيانات الفيلم (الإنجليزية)
- بوبي أليسون على موقع Racing-Reference.info (الإنجليزية)
- بوبي أليسون على موقع DriverDB.com (الإنجليزية)
- بوبي أليسون على موقع قاعة فلوريدا للمشاهير الرياضية (الإنجليزية)
- بوبي أليسون على موقع قاعة ألاباما للمشاهير الرياضية (مؤرشف) (الإنجليزية)
- بوبي أليسون إحصائيات السائق من موقع Racing-Reference